# 土耳其國徽

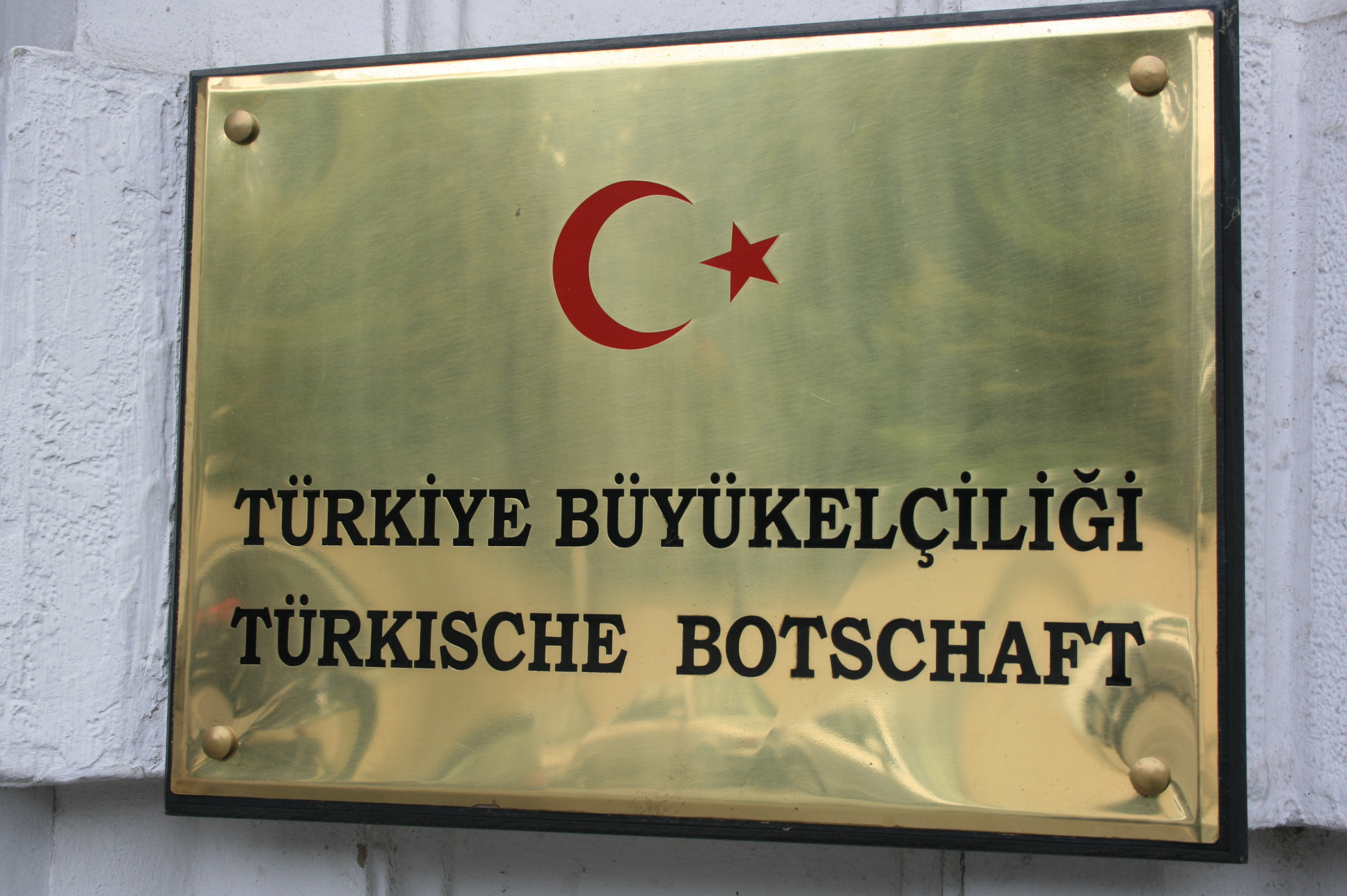
土耳其驻奥地利维也纳大使馆墙上的土耳其国徽。

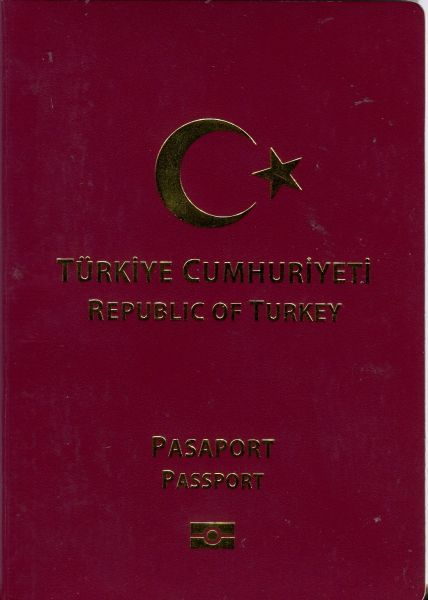
土耳其护照上的国徽图案

土耳其没有官方的国徽。然而，土耳其国旗上的新月组合的设计（土耳其语为“ay-yıldız”，意为“新月-星星”）已被作为事实上的国徽，被广泛地应用于土耳其公民的护照、居民身份证和外交机构上。
星月图案源自19世纪奥斯曼帝国的国旗（1844-1923），也是现今土耳其国旗的基础。在1922年11月1日废除苏丹制度后，奥斯曼帝国的纹章不再使用，于是星月徽章就成为了土耳其事实上的国徽。

## 历史
奥斯曼苏丹制度于1922年被废除后，苏丹的纹章也随之消失。国旗上的星星和新月成为了新的象征。1925年，土耳其教育部为了选出一个新的官方纹章，举办了一个设计比赛。最终，艺术家纳米克·伊斯梅尔的作品获胜。  他的设计是一个红色的盾牌，上面有一个白色的星星和新月。盾牌下方是一只灰狼，站在一根长矛上，寓意着突厥神话中的传说。盾牌被麦穗和橡树叶组成的花环环绕，中间是一个奖章，上面用奥斯曼字母写着T和C，代表土耳其共和国。盾牌上方是一把燃烧的火炬，象征着国家的自由和独立。然而，这个纹章并没有被正式采用，也没有再次出现过。 

纳米克·伊斯梅尔（英语：Namık İsmail）提出的设计方案。

## 政府机构使用

### 红底白边新月徽
红底白边新月徽是常见的星月徽的另一种形式，被用于土耳其的一些部委和政府机构的官方徽章，同时也是土耳其大国民议会的会徽。这个徽章也是土耳其国家运动队和运动员制服上的标志。此外，它还出现在旧版（非数字）的土耳其身份证上。 

在土耳其的国家运动队和运动员上出现的星月徽。
土耳其大国民议会（议会）的印章
（曾经的）总理府印章。

### 外交部徽章

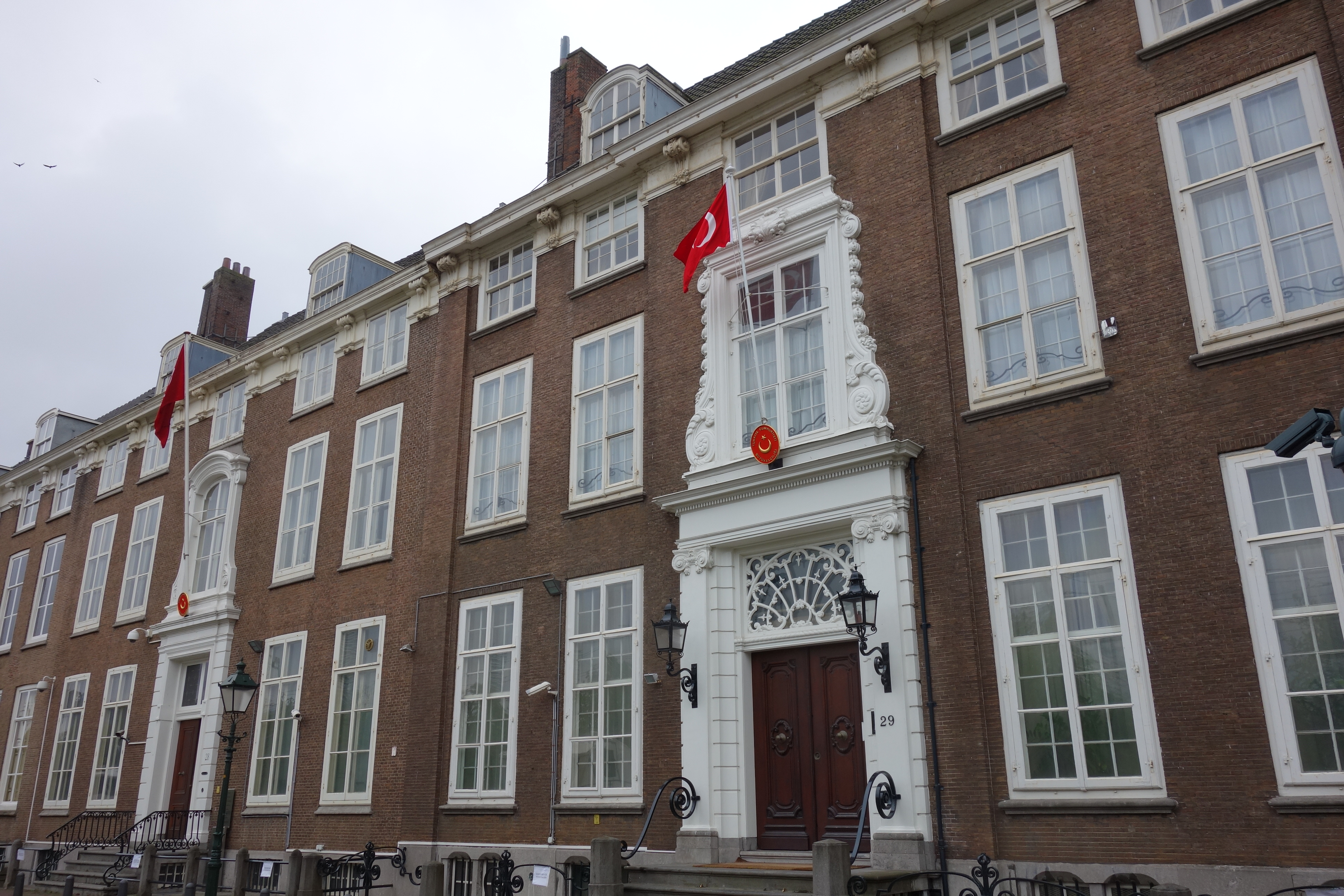
土耳其驻荷兰海牙大使馆。椭圆形大使星月徽这一设计，源自奥斯曼帝国国徽中央的椭圆形盾牌。

土耳其外交部的徽章是一个红色的椭圆形盾牌，上面有一个金色的月牙和星星，垂直排列（星星在上面）。盾牌的颜色和形状与奥斯曼帝国的国徽相似，周围有金色的文字T.C. Dışişleri Bakanlığı，意为土耳其共和国外交部。 土耳其大使馆的徽章与之类似，只是文字改为Türkiye Cumhuriyeti Büyükelçiliği，意为土耳其共和国大使馆。

土耳其外交部印章
大使馆使用的变体
领事馆使用的变体

### 总统章
土耳其总统印章中央有一颗16角的大星，并且环绕着16颗小五角星。这象征着土耳其历史上的16个大突厥帝国。 

土耳其总统章
土耳其总统章（无红色背景）
土耳其总统旗

## 顺便看看
- 奥斯曼帝国国徽
- 土耳其国旗
- 土耳其
- 纹章学